# Eduardo José Coelho
Eduardo José Coelho (Vilela do Tâmega, 17 de setembro de 1835 — Lisboa, 5 de abril de 1913) foi um advogado e magistrado judicial que exerceu relevantes funções políticas durante o período final da Monarquia Constitucional Portuguesa. Ligado ao Partido Progressista exerceu as funções de deputado em várias legislaturas, de ministro das Obras Públicas, Comércio e Indústria em governos presididos por José Luciano de Castro (23 de fevereiro de 1889 a 14 de janeiro de 1890 e 20 de outubro de 1904 e 27 de abril de 1905) e de ministro do Reino (de 27 de abril de 1905 a 19 de março de 1906).

## Biografia
Nasceu no lugar de Redial da freguesia de Vilela do Tâmega, Chaves. Formou-se em Direito, pela Universidade de Coimbra em 1861. Entrou na carreira da magistratura. Foi advogado em Chaves e governador civil de Bragança. Deputado em várias legislaturas pelo Partido Progressista. Ministro das Obras Públicas pela primeira vez em 23 de fevereiro de 1889, em outubro de 1904 e em maio de 1905, desta vez sobraçando a pasta do Reino. Após a proclamação da República afastou-se da política.
Foi juiz-conselheiro do Supremo Tribunal de Justiça. Ocupou o cargo de deputado e também o de presidente da Câmara de Deputados; foi, ainda, Par do Reino. Eduardo José Coelho tem o seu nome incluído na toponímia de Chaves.